# Internetwache
Die Internetwache (auch Onlinewache, Elektronisches Polizeirevier, eRevier) ist der Name von virtuellen Polizeidienststellen und Online-Portalen der Polizei.
Auf der Internetwache können Bürger bestimmte Eingaben online erledigen, vornehmlich die Erstattung von Strafanzeigen.
Eine Anzeige bei der Internetwache kann einen Notruf nicht ersetzen; dieser muss in dringenden Fällen zusätzlich unter der allgemeinen Polizeinotrufnummer 110 erfolgen.
Diese Dienste sollen den Bürgern die zeitgemäße Kontaktaufnahme mit der Polizei ermöglichen und insbesondere die Zugänglichkeit für behinderte Menschen erleichtern. In einigen Ländern gibt es eine beschränkte Form der Internetwache, dort können Bürger zum Beispiel nur bestimmte Straftaten anzeigen, wie bei der Polizei Bayern über die zentrale Website.

## Situation in Deutschland
In Deutschland haben fast alle 16 Bundesländer ein entsprechendes Portal eingerichtet, es gibt jedoch kein einheitliches Formular. Das Bundesland Bremen hat kein entsprechendes Angebot, sondern bietet nur eine telefonische Anzeigenaufnahme an.
- Am 13. Februar 2003 wurde die erste Internetwache in Brandenburg eröffnet.
- Am 14. Februar 2005 öffnete Sachsen-Anhalt das Elektronische Polizeirevier (eRevier).[4]
- Am 28. Februar 2005 folgte Mecklenburg-Vorpommern.
- Am 11. März 2005 eröffnete die hessische Polizei ihre Onlinewache.
- Am 20. Mai 2005 wurde die Internetwache Berlins eröffnet. Hier können neben Strafanzeigen weitere Mitteilungen erfolgen.[5]
- Am 4. Januar 2007 bekam Nordrhein-Westfalen eine Internetwache.
- Seit dem 26. Februar 2007 gibt es eine Onlinewache in Niedersachsen.
- Seit März 2018 gibt es eine Onlinewache in Bayern.
- Seit Juli 2021 gibt es eine Onlinewache in Thüringen.[6]
- In Rheinland-Pfalz werden ähnlich wie in anderen Ländern auch technische Hinweise gegeben.[7]
- In Hamburg werden Onlinestrafanzeigen und Onlinemitteilungen unterschieden.[8]
- Im Saarland werden zu Betrug, Diebstahl und Sachbeschädigung unterschiedliche Formulare angeboten.[9]
- In Schleswig-Holstein können z. B. auch Verkehrsdelikte angezeigt werden.[10]
- Sachsen bietet zudem das Hochladen von Dokumenten bzw. Bildern im Zusammenhang mit einer Anzeige an.[11]
- In Baden-Württemberg gibt es 2022 eine Internetwache und Nothilfe-SMS sind möglich.[12]

In einem Experiment wurden in allen Bundesländern 16 Korrespondenten engagiert, die am 3. August 2021 um 17 Uhr in ihrer örtlichen Polizeiwache dieselben sieben Hasskommentare (davon 3 auf Facebook) zur Anzeige vorlegten. Mehrere Polizeiwachen identifizieren den Tatverdächtigen  und übergaben ihn an die Staatsanwaltschaft. Welches Bundesland mit den Ermittlungen am schnellsten war, ließ sich nicht klar nachvollziehen.